# Biomasse-Heizkraftwerk Werl
Das Biomasse-Heizkraftwerk Werl ist ein mit Biomasse befeuertes Heizkraftwerk im Gewerbe- und Wohngebiet KonWerl im Norden der nordrhein-westfälischen Stadt Werl.

## Betreiber
Betrieben wird das Heizkraftwerk von der Iqony Energies GmbH. Ehemaliger Betreiber und Inbetriebnehmer war die STEAG New Energies GmbH (ehemals SFW GmbH).

## Geschichte
Symbolischer Spatenstich der Anlage war am 17. April 2002. Die Einspeisung ins Fernwärmenetz begann Mitte November 2002 und die Einspeisung ins Stromnetz am 19. Dezember 2002. Offizielle Inbetriebnahme war schließlich am 23. Mai 2003, seitdem erzeugt das Heizkraftwerk elektrische Energie und Fernwärme für Privat- und Gewerbekunden. Insgesamt wurden etwa 8,5 Millionen Euro investiert. Heute arbeiten in dem Heizkraftwerk drei Personen.

## Technik
Eine Hochdruck-Heißdampf-Kesselanlage produziert bei einer Feuerungsleistung von 4,5 Megawatt (MW) fünf Tonnen Dampf pro Stunde bei einer Temperatur von 380 °C. Dieser Dampf dient der Wärmeerzeugung sowie der Speisung einer Gegendruck-Dampfturbine zur Stromerzeugung. Die Turbinenanlage hat eine elektrische Anschlussleistung von 0,5 MW. Der erzeugte Strom wird in das Netz der Stadtwerke Werl eingespeist. Über einen Heizkondensator wird eine maximale Leistung von 3,3 MW an das 7,5 km lange Fernwärmenetz abgegeben. Der gesamte Brennstoffausnutzungsgrad liegt bei über 80 %.
Das Biomasse-Heizkraftwerk wurde ursprünglich für die Verfeuerung von Alt- und Resthölzern geplant und gebaut. Seit 2006 wird aber als Brennstoff Holzhackschnitzel aus der Wald- und Forstwirtschaft eingesetzt. Daneben wird auch Grünschnitt aus Landschaftspflegeholz eingesetzt. Diese Brennstoffe fallen unter die Kategorie der Nachwachsenden Rohstoffe (NawaRo) und daher wird der im Heizkraftwerk erzeugte Strom nach dem Erneuerbaren-Energien-Gesetz (EEG) vergütet. Der Durchsatz an Biomassebrennstoff beträgt 1,3 t/h, insgesamt werden so pro Jahr etwa 10.000 t NawaRo verfeuert. Zur Lagerung stehen zwei Brennstoffbunker mit einem Volumen von insgesamt 280 m³ zur Verfügung.
Zur Mittel- und Spitzenlastabdeckung der Fernwärmeversorgung wurden zwei, wahlweise mit Erdgas oder leichtem Heizöl befeuerte Heizwasserkessel mit einer Leistung von jeweils 4,5 MW installiert.
Geplant ist eine jährliche Energieabgabe von circa 3000 MWh Strom und circa 15.000 MWh Fernwärme.

## Umwelt- und Klimaauswirkungen
Laut Betreiber werden durch das Heizkraftwerk jährlich 5200 t Kohlendioxid eingespart.